# Semaine 43
D'après la norme ISO 8601, une semaine débute un lundi et s'achève un dimanche, et une semaine dépend d'une année lorsqu'elle place une majorité de ses sept jours dans l'année en question, soit au moins quatre. Dès lors, la semaine 43 est la semaine du quarante-troisième jeudi de l'année. Elle suit la semaine 42 et précède la semaine 44 de la même année.
La semaine 43 est pratiquement toujours la semaine du 25 octobre, sauf exceptionnellement, dans le cas d'une année bissextile commençant un jeudi.
Elle commence au plus tôt le 18 octobre et au plus tard le 25 octobre.
Elle se termine au plus tôt le 24 octobre et au plus tard le 31 octobre.

## Notations normalisées
La semaine 43 dans son ensemble est notée sous la forme W43 pour abréger.
| Jour de la semaine 43 | Notation |
| --------------------- | -------- |
| Lundi                 | W43-1    |
| Mardi                 | W43-2    |
| Mercredi              | W43-3    |
| Jeudi                 | W43-4    |
| Vendredi              | W43-5    |
| Samedi                | W43-6    |
| Dimanche              | W43-7    |

## Cas de figure
| Cas | Le 31 décembre est… | L'année est une année… | Le quarante-troisième jeudi de l'année tombe… | La semaine 43 débute… | La semaine 43 s'achève… | Premier cas après 2008 |
| --- | ------------------- | ---------------------- | --------------------------------------------- | --------------------- | ----------------------- | ---------------------- |
| 0   | Un vendredi         | bissextile DC          | Le 21 octobre                                 | Le lundi 18 octobre   | Le dimanche 24 octobre  | 2032                   |
| 1   | Un jeudi            | D ou ED                | Le 22 octobre                                 | Le lundi 19 octobre   | Le dimanche 25 octobre  | 2009                   |
| 2   | Un mercredi         | E ou FE                | Le 23 octobre                                 | Le lundi 20 octobre   | Le dimanche 26 octobre  | 2014                   |
| 3   | Un mardi            | F ou GF                | Le 24 octobre                                 | Le lundi 21 octobre   | Le dimanche 27 octobre  | 2013                   |
| 4   | Un lundi            | G ou AG                | Le 25 octobre                                 | Le lundi 22 octobre   | Le dimanche 28 octobre  | 2018                   |
| 5   | Un dimanche         | A ou BA                | Le 26 octobre                                 | Le lundi 23 octobre   | Le dimanche 29 octobre  | 2017                   |
| 6   | Un samedi           | B ou CB                | Le 27 octobre                                 | Le lundi 24 octobre   | Le dimanche 30 octobre  | 2011                   |
| 7   | Un vendredi         | C                      | Le 28 octobre                                 | Le lundi 25 octobre   | Le dimanche 31 octobre  | 2010                   |

1. 1 2 3  Dans ce cas, l'année compte une semaine 53.